# Tabora (MC)
Tabora (MC) ist ein Distrikt der Region Tabora in Tansania. Er grenzt im Norden an den Distrikt Nzega und ist sonst vollständig vom Distrikt Uyui umschlossen. Das Verwaltungszentrum ist in der Stadt Tabora, die auch Hauptstadt der Region ist.

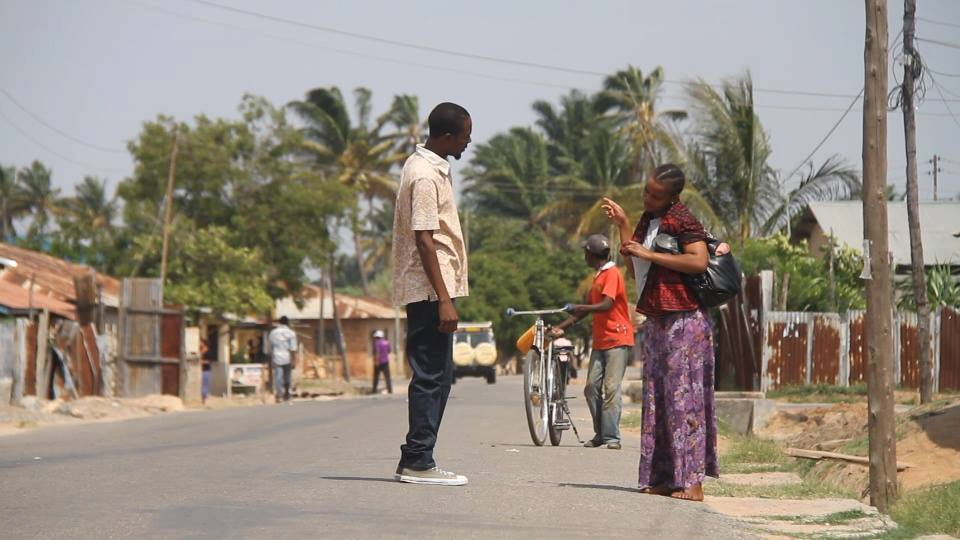
Straßenszene in Tabora

## Geographie
Tabora (MC) hat eine Fläche von 1615 Quadratkilometern und 308.741 Einwohner. Der Distrikt liegt rund 1200 Meter über dem Meeresspiegel im Becken des Tanganjikasees. Die Flüsse sind klein und temporär. Das größte Gewässer ist der durch den Igombe-Damm erzeugte Stausee.
Das Klima in Tabora ist tropisch. Im Jahresdurchschnitt fallen 795 Millimeter Niederschlag. Jeweils 100 bis 150 Millimeter regnet es in den Monaten November bis April, von Juni bis September gibt es meist keinen Niederschlag. Die niedrigste Durchschnittstemperatur hat der Januar mit 22,4 Grad Celsius, am wärmsten ist es im Oktober mit 25,9 Grad Celsius.

## Geschichte
Im Jahr 1840 wurde Kazeh Hill ein Zentrum des Sklavenhandels. Heute liegt dort eine weiterführende Schule im Stadtgebiet von Tabora. In der Kolonialzeit wurde Tabora Regionshauptstadt, hier wurde der erste Flughafen des Landes gebaut und die erste Eisenbahnlinie führte durch Tabora.

## Verwaltungsgliederung
Der Distrikt besteht aus dem einen Wahlkreis Tabora Mjini und 29 Bezirken (Kata):
- Chemchem
- Cheyo
- Gongoni
- Ifucha
- Ikomwa
- Ipuli
- Isevya
- Itetemia
- Itonjanda
- Kabila
- Kakola
- Kalunde
- Kanyenye
- Kidongochekundu
- Kiloleni
- Kitete
- Malolo
- Mapambano
- Mbugani
- Misha
- Mpela
- Mtendeni
- Mwinyi
- Ndevelwa
- Ng`ambo
- Ntalikwa
- Tambukareli
- Tumbi
- Uyui

## Bevölkerung
Die Einwohnerzahl stieg von 93.506 im Jahr 1988 auf 188.005 bei der Volkszählung 2002 und weiter auf 226.999 bei der Volkszählung 2012. Bei der Volkszählung 2022 lebten 308.741 Menschen in 73.500 Haushalten.
Bevölkerungswachstum:
| Volkszählung | Einwohner |
| ------------ | --------- |
| 1988         | 143.148   |
| 2002         | 188.005   |
| 2012         | 226.999   |
| 2022         | 308.741   |

## Einrichtungen und Dienstleistungen
- Bildung: Im Distrikt befinden sich 23 weiterführende Schulen und 3 Universitäten.[10]
- Gesundheit: Für die medizinische Versorgung der Bevölkerung gibt es 1 Krankenhaus, 1 Gesundheitszentrum und 13 Apotheken. Die Infektionsrate von AIDS ging von 6,2 Prozent im Jahr 2012 auf 3,7 Prozent im Jahr 2014 zurück. In diesem Jahr infizierten sich 1700 Frauen und 1900 Männer mit AIDS.[11]
- Wasser: Der im Jahr 1952 errichtete Kazima-Staudamm dient seit 2013 wegen der schlechten Wasserqualität nicht mehr zur Trinkwasserversorgung. Verwendet wird das Wasser des Igombe-Stausees, der ursprünglich täglich 15.000 Kubikmeter Wasser lieferte. Wegen technischer Probleme sank die Leistung auf 10.500 Kubikmeter. Zusammen mit Grundwasser aus Bohrlöchern können 68 bis 78 Prozent der Bevölkerung mit Trinkwasser versorgt werden.[12]

## Wirtschaft und Infrastruktur
- Landwirtschaft: Die ertragreichsten Feldfrüchte zur Selbstversorgung sind Süßkartoffel (97.000 t), Mais (17.000 t), Reis (12.000 t) und Cassava (12.000 t, jeweils im Jahr 2015). Für den Verkauf werden Sonnenblumen, Tabak, Zwiebel, Tomaten, Auberginen, Gurken, Mango und Orangen kultiviert.[13]
- Industrie und Gewerbe: Im Distrikt gibt es 7 kleine Industriebetriebe und 3000 Klein- und Mittelbetriebe.[13]
- Eisenbahn: Durch Tabora verläuft die Central Line der Tanzania Railways Corporation, die von Daressalam nach Kigoma führt. In Tabora zweigt die Linie nach Mwanza im Norden ab.[14][15]
- Flughafen: Südlich der Stadt Tabora liegt der Flughafen Tabora mit einer asphaltierten Landebahn der Länge 1900 Meter.[16] Von hier gibt es dreimal wöchentlich Flüge nach Dodoma und Daressalam (Stand 2022).[17]

## Politik
Von den 39 Mitgliedern des Stadtrates gehören 38 der Partei CCM und einer der CHADEMA an´(Stand 2022). Zum Vorsitzenden des Stadtrates und zum Bürgermeister wurde Ramadhani Shabani Kapela gewählt.